# Teppei Nishiyama
Teppei Nishiyama (Chiba, 22 februari 1975) is een voormalig Japans voetballer.

## Carrière
Teppei Nishiyama speelde tussen 1993 en 2009 voor Bellmare Hiratsuka, Montedio Yamagata en Oita Trinita.